# Браницкая, Александра Васильевна
Графиня Александра Васильевна Браницкая (урождённая Энгельгардт, известная как Санечка; 1754 — 15 сентября 1838, Белая Церковь) — племянница и любовница Григория Потёмкина, супруга коронного гетмана Польши Ксаверия Браницкого.

## Биография
Дочь Марфы (Елены) Потёмкиной (1725—1775), сестры князя Таврического, и небогатого смоленского дворянина. Её мать умерла в 1767 году, оставив 5 дочерей и 2 сыновей. Детство Александра провела в деревне у своей бабушки Дарьи Васильевны Потёмкиной, которая позже переселилась в Москву вместе с внучками.
По той причине, что позже императрица Екатерина весьма нежно к ней относилась, а также потому, что Александра родилась в один год с великим князем Павлом Петровичем, возник слух о том, что на самом деле она являлась дочерью императрицы (от Сергея Салтыкова или от великого князя Петра Фёдоровича). Этот слух имел отношение к легендарной «подмене Павла» — будто бы вместо долгожданного мальчика-наследника у Екатерины родилась девочка (то есть Александра), и её подменили сыном служанки-чухонки, который в итоге и стал императором.
В 1775 году двор приехал в Москву, и Потёмкин представил племянницу ко двору, выхлопотал для неё звание фрейлины и забрал в Петербург.

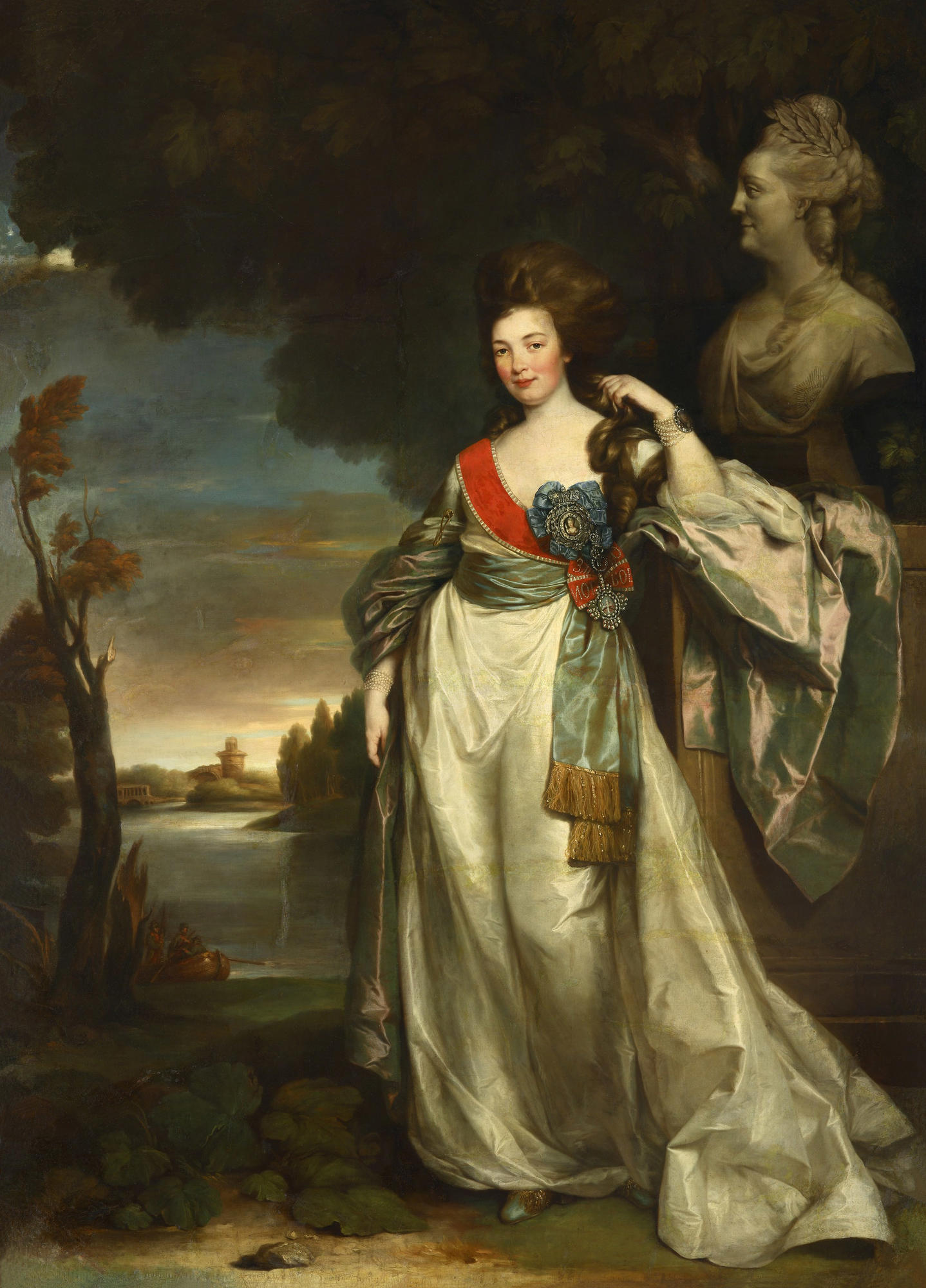
Александра Браницкая на фоне бюста императрицы и с наградным бантом, работы Ричарда Бромптона. Алупкинский музей-заповедник

«Положение ея сначала было очень затруднительное: малообразованная, выросшая в деревне, она не знала как держать себя, но скоро освоилась и даже начала играть довольно видную роль при дворе».

Вместе со своими сёстрами Варварой и Екатериной и невесткой Екатериной Самойловой входили в «гарем» Потёмкина-Таврического, наличие которого очень шокировало иностранных посланников. «Способ, каким князь Потёмкин покровительствует своим племянницам, — писал на родину французский посланник Корберон, — даст вам понятие о состоянии нравов в России». Сохранившаяся переписка, которую можно найти в публикациях историка Саймона Монтефиоре, свидетельствует об истинности этих слухов. Все племянницы Потёмкина, счастливо выданные замуж и ставшие матерями многочисленных семейств, боготворили и обожали дядюшку до конца жизни. Изнеженная и вечно полусонная Екатерина сменила сестру Александру на посту «официальной фаворитки», но именно Александра, отличаясь деятельным характером, на всю жизнь осталась другом и преданной помощницей светлейшего князя.
Она заслужила особое внимание Екатерины II, 24 ноября 1777 года была пожалована в камер-фрейлины, вошла в интимный кружок Императрицы и сделалась её доверенным лицом, практически членом семьи. Видимо, именно она в 1779 году выдала императрице измену её тогдашнего фаворита Римского-Корсакова с Прасковьей Брюс, что, как и задумывал Потёмкин, привело к падению их обоих.
Державин сделал надпись к портрету Александры:

Героя древнего ты именем сияешь,

Который свет себе войною покорил,

Но боле ты сердец красой своей пленяешь,

Чем он оружием народов покорил.

### Брак
Когда Потёмкин задумал выдать девушку замуж, его выбор пал на особого претендента — графа Франциска Ксаверия Браницкого (1731—1819), коронного гетмана польского, которому уже тогда было 50 лет. Этот брак был выгоден и Потёмкину, и Браницкому. Свадьба состоялась 12 ноября 1781 года, новобрачная была пожалована в статс-дамы. Брак отвечал политическим реалиям того времени. Екатерина ІІ желала стабильного мира с Польшей и поддерживала браки между русскими дворянами и польской шляхтой. За Александрой гетман Браницкий получил приличное приданое — 600 000 рублей серебром и крупные земельные владения. Екатерина ІІ подарила супругам на свадьбу Юсуповский дворец на Мойке в Петербурге (тогда ещё Шуваловский). Доход К. Браницкого от одной только Белой Церкви приносил 750 000 золотых, вместе с другими имениями (Ставище, Рокитное, Лысянка и другими) доход составлял приблизительно 2 миллиона.

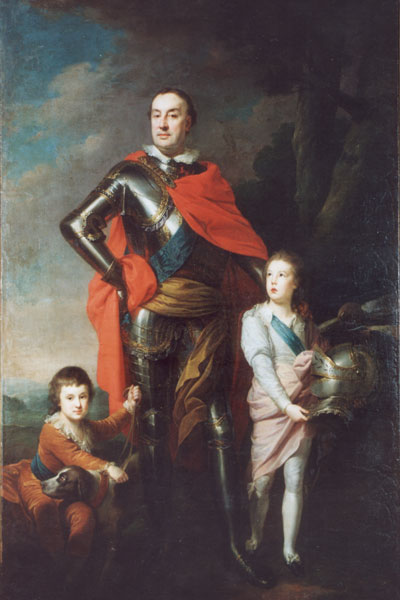
Муж Александры с двумя их сыновьями — рано умершим Александром и будущим графом Владиславом

После свадьбы Александра Васильевна не порвала связей с русским двором, проводила зимы в Петербурге, а на лето уезжала в поместья мужа в Малороссии. Принимала активное участие в делах супруга, хлопоча за него при дворе, брала поставки для русских войск на выгодных условиях (благодаря покровительству дяди). В Белой Церкви был устроен и конный завод — армия постоянно нуждалась в обновлении, в ремонте лошадей. Работа по их разведению была у Браницких налажена настолько успешно, что завод славился по всей России и в XIX веке. Обладала колоссальным состоянием (по её словам, к концу жизни оно доходило до 28 миллионов), отличалась широкой благотворительностью. Потёмкин не раз посещал Белую Церковь, чтобы отдохнуть в обществе родных.
В мае 1788 года она посетила дядюшку в Елисаветграде, но неожиданно заболела настолько тяжело, что боялись за её жизнь. Потемкин сообщал Екатерине 19 мая: «У нас Александра Васильевна отошла было на тот свет, но вдруг и неожиданно Бог помог». В том же году вместе с сестрой Екатериной навещала дядюшку, осаждавшего Очаков. Р. М. Цебриков записал в своем дневнике 25 сентября: «Ввечеру лишь только прибыли из Белой Церкви графини Браницкая и Скавронская, то как будто для них турки начали на наши батареи с жаром палить, препятствуя нам работать».
В 1787 году вместе с той же сестрой находилась в свите императрицы, отправившейся в путешествие в Тавриду навестить Потёмкина. 20 мая получила от неё орден Святой Екатерины. Императрица очень тепло к ней относилась, во время своих приездов в столицу Александра Васильевна останавливалась прямо во дворце.
Потёмкин умер на её руках в 1791 году: заболев, он вызвал её в Яссы, и она неотлучно находилась у его постели. Секретарь Потемкина, В. С. Попов, рассказывал о сцене, разыгравшейся на его глазах, когда князь умер: «Графиня Браницкая, бросаясь на него, старалась уверить себя и всех, что он ещё жив, старалась дыханием своим согреть охладевшие уста…».
После его смерти графиня при поддержке Екатерины ІІ получила большую часть наследства князя. Учитывая ту роль, которую сыграл в её жизни Г. Потёмкин, Браницкая решила посвятить строительство будущего парка его памяти, а также выстроить в парке его мавзолей. Проект мавзолея выполнил в 1795 году известный архитектор Иван Старов, автор Таврического дворца Потёмкина в Петербурге (но из-за Павла I проект не был осуществлен).

На монумент,

воздвигнутый графинею Браницкой

в местечке Белой Церкви

князю Потёмкину-Таврическому

Таврида и Эвксинский флот

Вещают ο его заслуге.

Здесь благодарность слезы льет

По дяде, по отце, по друге.

(Державин, 1795)

### После Екатерины

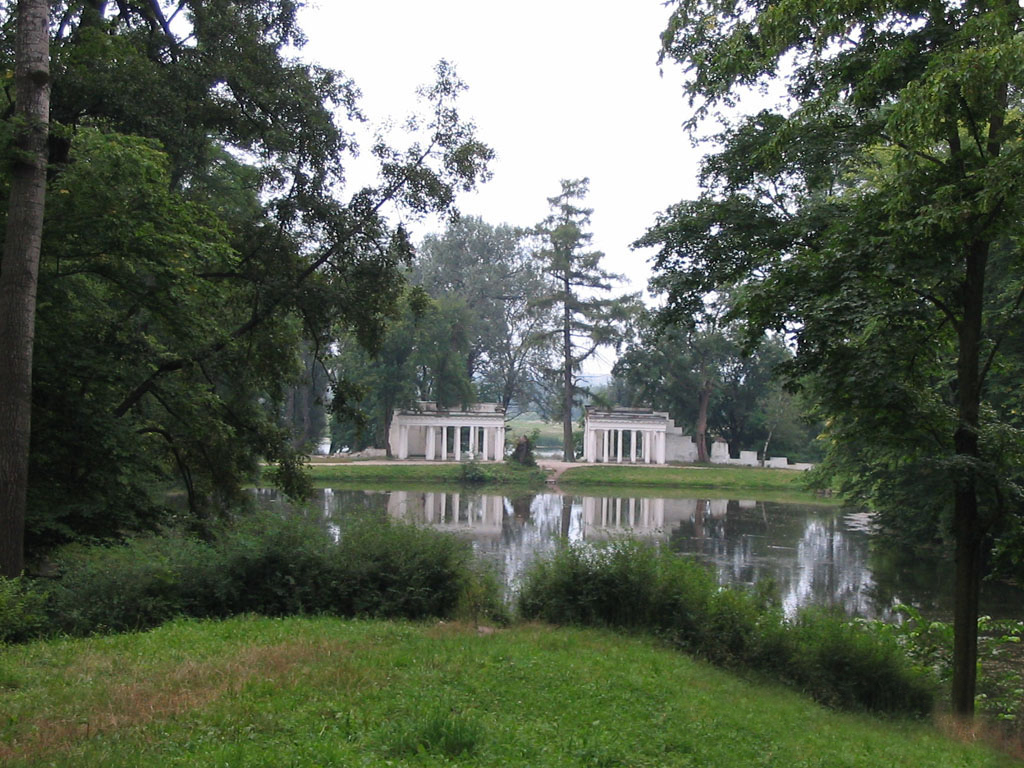
Парк Александрия

После воцарения Павла удалилась в поместье Белая Церковь. Новый император крайне отрицательно относился ко всему, что было связано с именем князя Таврического. Браницких перестали принимать при дворе, за ними был установлен негласный надзор. Там и прожила до самой кончины, не вернувшись ко двору после коронации Александра I. Сохранился до наших дней разбитый ею прекрасный парк Александрия.
Тем не менее, при дворе её не забывали: в 1807 году две её дочери, София и Елизавета, получили звание фрейлин, а она сама 1 января 1824 — обер-гофмейстерины. По делам благотворительности общалась с императрицей Марией Фёдоровной — в 1821 году предоставила ей 400 тыс. рублей на содержание 7 пансионерок в училище ордена св. Екатерины.
В своем завещании оставила 200 тыс. на выкуп должников из тюрем и 300 тыс. капитала на то, чтобы проценты с него были направлены на поддержание благосостояния крестьян её бывших имений. В 1875 году эта сумма составила уже 600 тыс., и их передали как основной капитал «Сельскому банку графини Браницкой». Также ей в течение нескольких десятилетий принадлежал дворец Юсуповых на Мойке, который именно она продала своим родственникам Юсуповым.
Александра Браницкая была похоронена 15 сентября 1838 года в своем имении Белая Церковь, в неосвященном приделе Александра Невского Преображенского собора, не дожив до завершения строительства.

## Дети
Два сына и три дочери:
1. Екатерина (1782—1820), названа в честь императрицы Екатерины II. В первом браке с 1806 года за князем К. Сангушко (ум.1808), во втором браке с 1813 года за графом Станиславом Потоцким.
2. Владислав (1783—1843).
3. Александр, имел звание камергера (1783—после 1804).
4. София (1790—1879), жена А. С. Потоцкого (1787—1832).
5. Елизавета (1792—1880), замужем за графом, а потом князем и генерал-фельдмаршалом Михаилом Семеновичем Воронцовым.

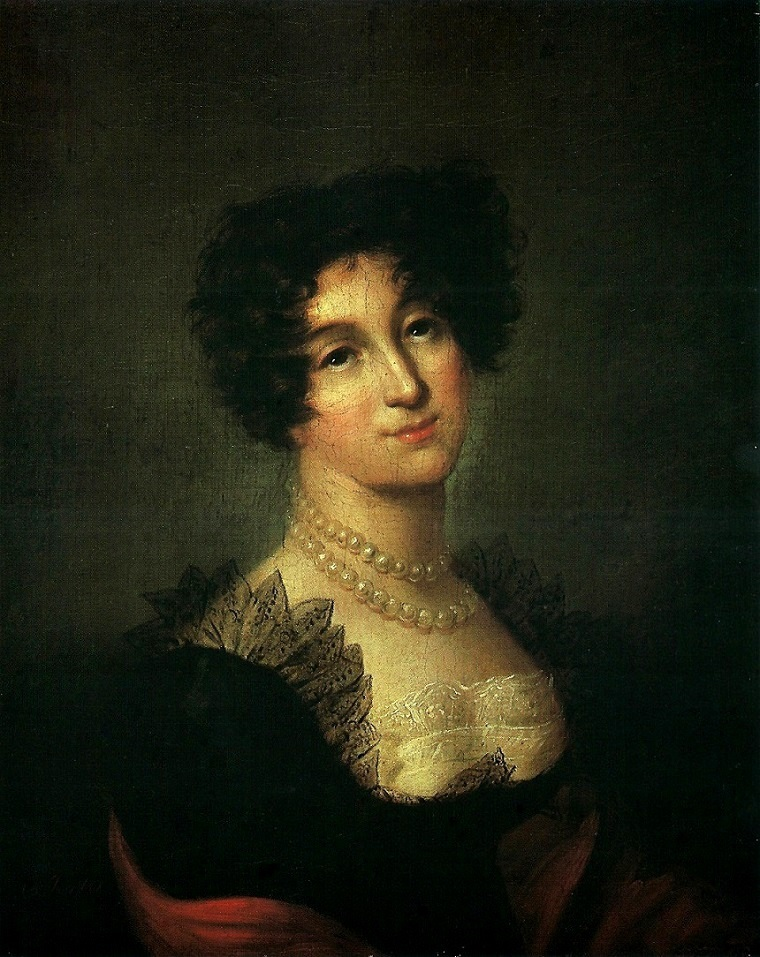
Екатерина
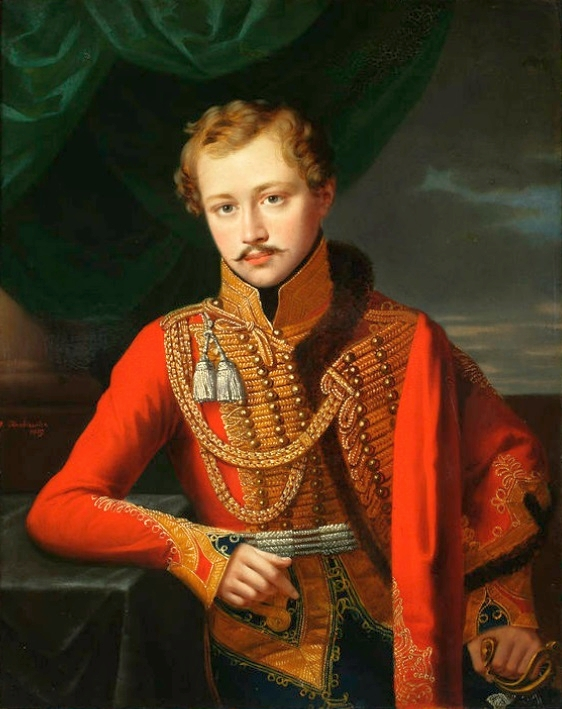
Владислав
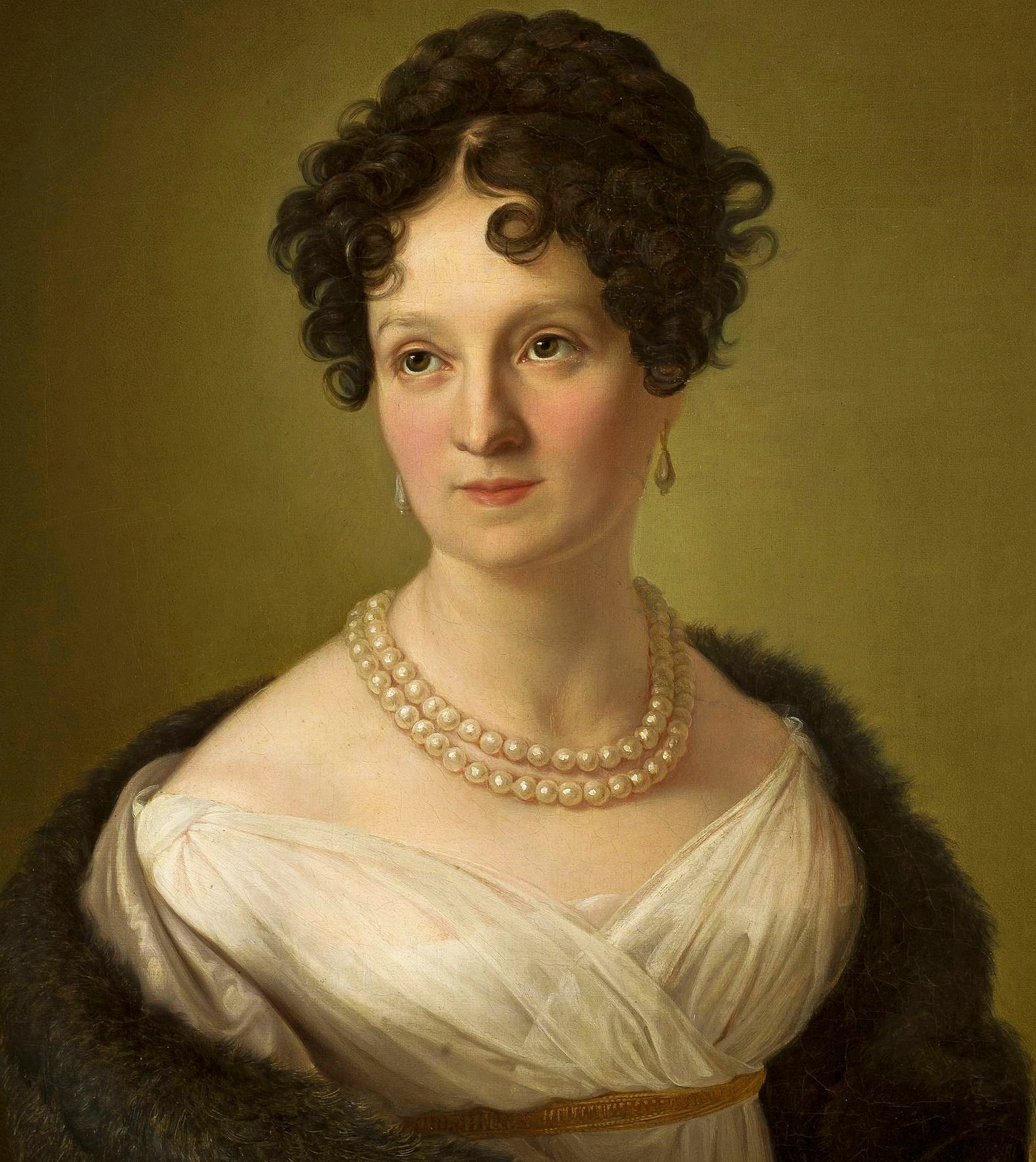
София
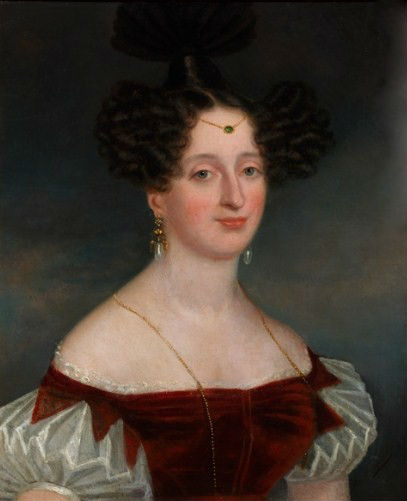
Елизавета

## В литературе
- Ещё стихотворения Державина: «На медальон графини Александры Васильевны Браницкой», «На бюст в медальоне великой княжны Александры Павловны, её трудов, подаренный графине Браницкой», «На монумент, воздвигнутый графинею Браницкой».